# КазТАГ
КазТАГ (Казахское телеграфное агентство) — международное информационное агентство Казахстана.
Распространяет информацию о событиях в общественно-политической, социально-экономической, культурной, спортивной жизни Казахстана на казахском, русском, английском языках.

## История
Агентство основано в 13 августа 1920 году как Оренбургско-Тургайское отделение РОСТА. С 1925 года называлось КазРОСТА.
С 1937 года находилось в Алма-Ате и носило современное название — КазТАГ. С 1972 года — Информационное агентство при Совете Министров Казахской ССР.  
В 1997 году КазТАГ был преобразован в Казахское информационное агентство — КазААГ, а в конце 2002 года был переименовано в «Казинформ».
В 2008 году новый «КазТАГ» был зарегистрирован министерством культуры и информации Республики Казахстан и начал работу.

## Деятельность
Главной целью КазТАГ является снабжение общества оперативной политической, экономической, социальной, культурной и спортивной информацией. Агентство предоставляет только актуальные, точные и достоверные новости в режиме онлайн. Для удобства подписчиков информация подается на казахском, русском и английском языках. Информационным продуктом могут быть не только события, но и различные аналитические материалы, так же интервью, комментарии и реплики известных лиц, населения страны.
Главным редактором агентства является Амир Касенов. Агентство имеет собственного корреспондента в каждом регионе. Главный офис находится в Алматы. В Астане в Доме журналистов расположен корреспондентский пункт.
Информационный орган сотрудничает с зарубежными партнерами из Киргизии, Узбекистана, Таджикистана, Ирана и Афганистана: КирТАГ, УзТАГ, ТаджикТА, ИрТАГ, АфТАГ, Silkroad News.
Офис агентства располагается на пересечении улиц Назарбаева и Карасай батыра, тут же расположен Национальный пресс-клуб.